# Relación de derivación
El término relación de derivación (en inglés bypass ratio o BPR) se refiere a una característica de diseño de los motores de reacción de tipo turbofán, normalmente usados en aviación. Se define como la relación entre el caudal másico de aire que pasa a través del soplante canalizado y pasa por fuera del núcleo del motor (aire no quemado), con respecto al caudal másico que pasa por el núcleo del motor para realizar la combustión que produce la energía mecánica. Por ejemplo, con una relación de derivación 10:1, por cada 1 kg de aire que pasa a través de la cámara de combustión, pasan 10 kg de aire en torno a la cámara de combustión a través del soplante canalizado.
En un diseño de alto índice de derivación, la gran mayor parte del empuje proviene del soplante canalizado, más que de la expansión de los gases de combustión en la tobera. Una alta relación de derivación ofrece un menor consumo de combustible (en gramos/sec por kN de empuje), especialmente a velocidad cero (en despegues) y a la velocidad de crucero de la mayoría de los aviones de reacción comerciales.  Este es de lejos el tipo de motor dominante en todos los aviones de reacción de pasajeros y de transporte tanto civil como militar. Su menor velocidad en los gases de salida también hacen que sea menor la producción de ruido, una gran ventaja con respecto a los diseños de poca o nula relación de derivación.
Los diseños con bajo índice de derivación tienden a ser usados en los aviones militares de combate por su buena relación entre economía en consumo de combustible y requerimientos en combate, donde se valora una alta relación potencia a peso, buen rendimiento a velocidad supersónica y la capacidad para usar postquemadores, más compatibles con motores de baja relación de derivación. Un buen ejemplo de las diferencias entre un motor de reacción puro y un turbosoplante de bajo índice de derivación se puede ver con el uso del turbofan Rolls-Royce Spey en el avión de combate F-4 Phantom II, avión equipado originalmente con turborractores.

## Relación de derivación de motores
| Motor                          | Aeronave | Relación de derivación |
| ------------------------------ | --- | ---------------------- |
| Rolls-Royce/Snecma Olympus 593 | Concorde (turborreactor) | 0:1                    |
| Rolls-Royce Tay                | Gulfstream IV, Fokker 70, Fokker 100 | 3.1:1                  |
| SNECMA M88                     | Dassault Rafale | 0.30:1                 |
| Pratt & Whitney JT8D           | DC-9, MD-80, Boeing 727, Boeing 737 100 and 200 series                                                                                              | 0.96:1                 |
| Pratt & Whitney F100           | F-16, F-15 | 0.36:1                 |
| General Electric F404          | F/A-18, T-50, F-117, X-29, X-31 | 0.34:1                 |
| Eurojet EJ200                  | Eurofighter Typhoon | 0.4:1                  |
| Klimov RD-33                   | MiG-29, Il-102 | 0.49:1                 |
| Saturn AL-31F                  | Su-27, Su-30, Chengdu J-10 | 0.59:1                 |
| Kuznetsov NK-321               | Tu-160 | 1.4:1                  |
| PowerJet SaM146                | Sukhoi Superjet 100 | 4.43:1                 |
| IAE V2500 Series               | Airbus A319, Airbus A320, Airbus A321, McDonell Douglas MD-90, Embraer KC-390                                                                       | 4.6:1, 5.4:1           |
| General Electric CF34 Series   | Bombardier CRJ700, Embraer ERJ170-175, Embraer ERJ190-195, COMAC ARJ21                                                                              | 5.1:1, 6.2:1           |
| CFM International CFM56 Series | Douglas DC-8-70, Boeing KC-135R Stratotanker, Boeing 737 Series 300-400-500-600-700-800-900, Airbus A318-A319-A320-A321, Airbus A340 Series 200-300 | 5.1:1, 6.4:1           |
| Pratt & Whitney PW2000         | Boeing 757, C-17 Globemaster III | 5.9:1                  |
| Progress D-436                 | Yak-42M, Beriev Be-200, An-148 | 6.2:1                  |
| General Electric GEnx          | Boeing 787, Boeing 747-8 | 8.5:1                  |
| Rolls-Royce Trent 900          | Airbus A380 | 8.7:1                  |
| General Electric GE90          | Boeing 777 | 9:1                    |
| Rolls-Royce Trent 1000         | Boeing 787 | 10:1                   |
| Pratt and Whitney PW1000G      | Airbus A320NEO | 11.5:1                 |